# Viamão
Viamão − miasto w Brazylii, w stanie Rio Grande do Sul.
Liczba mieszkańców w 2020 roku wynosiła 257 330.
W mieście rozwinął się przemysł spożywczy oraz rzemieślniczy.
W mieście ma siedzibę klub piłkarski Futebol com Vida.